# Дымовая шашка

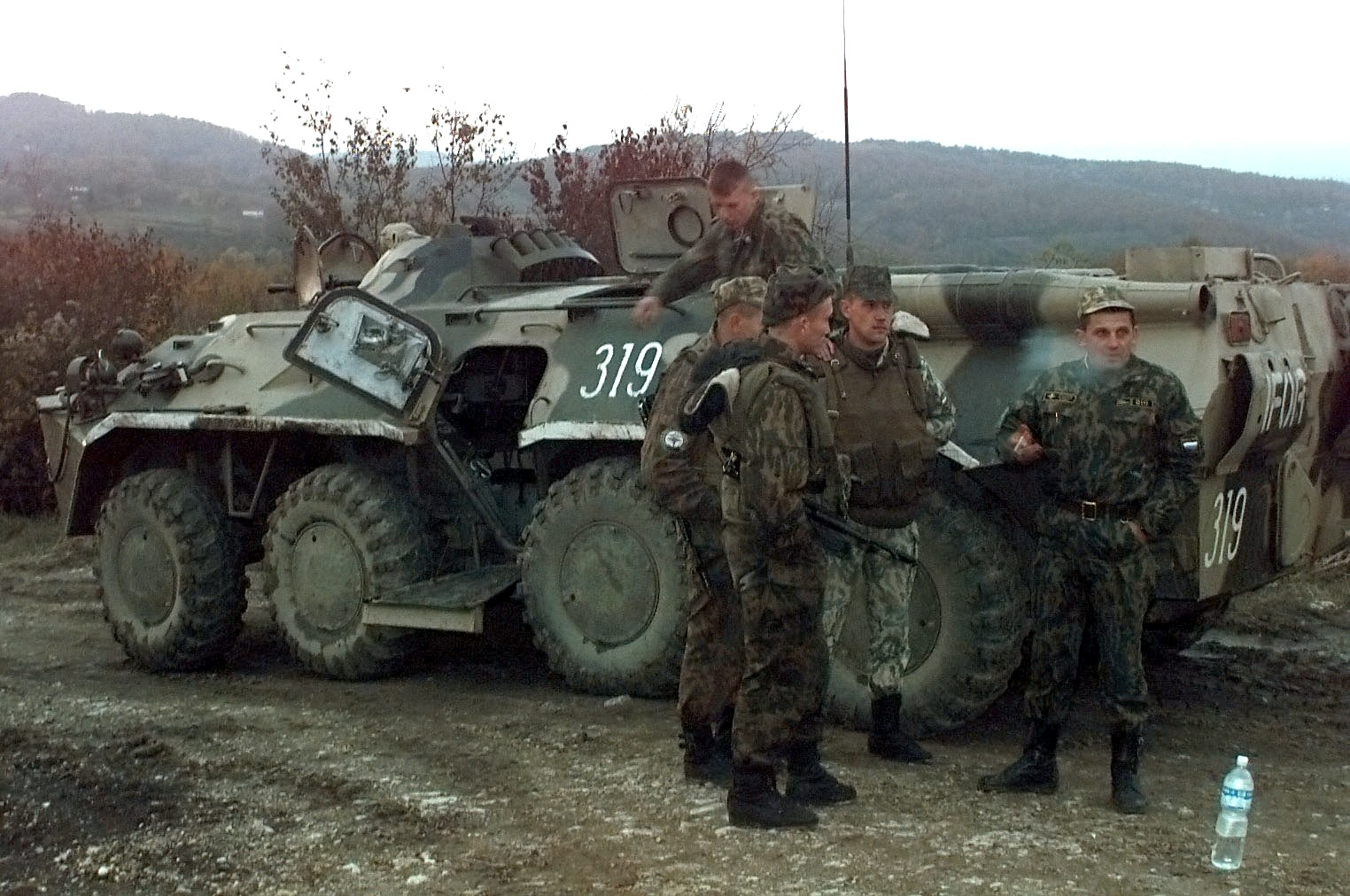
Пусковые установки системы 902 «Туча» на башне БТР-80 российского контингента IFOR в Боснии и Герцеговине (1996 год)

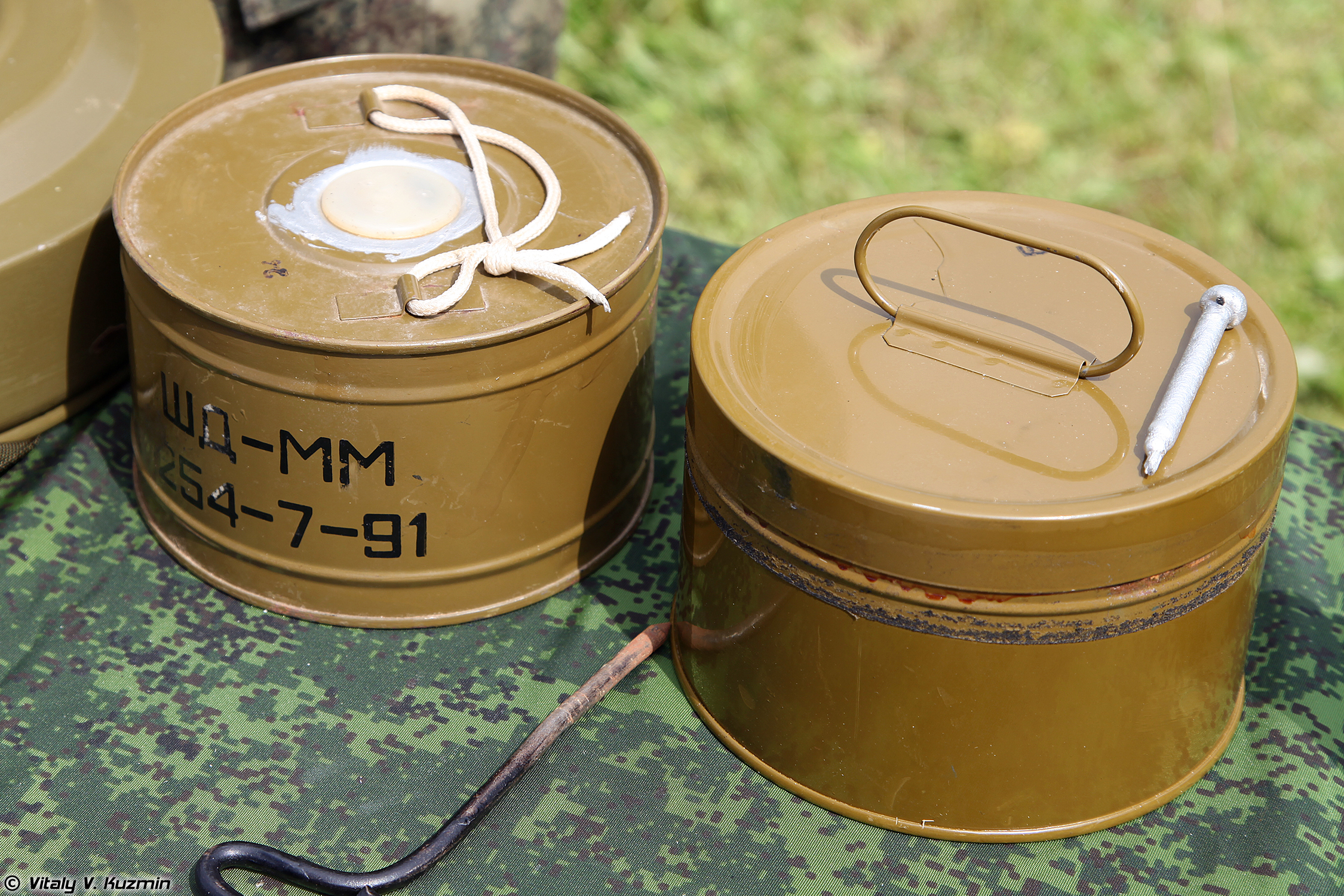
Дымовые шашки ШД-ММ и ДМ-11

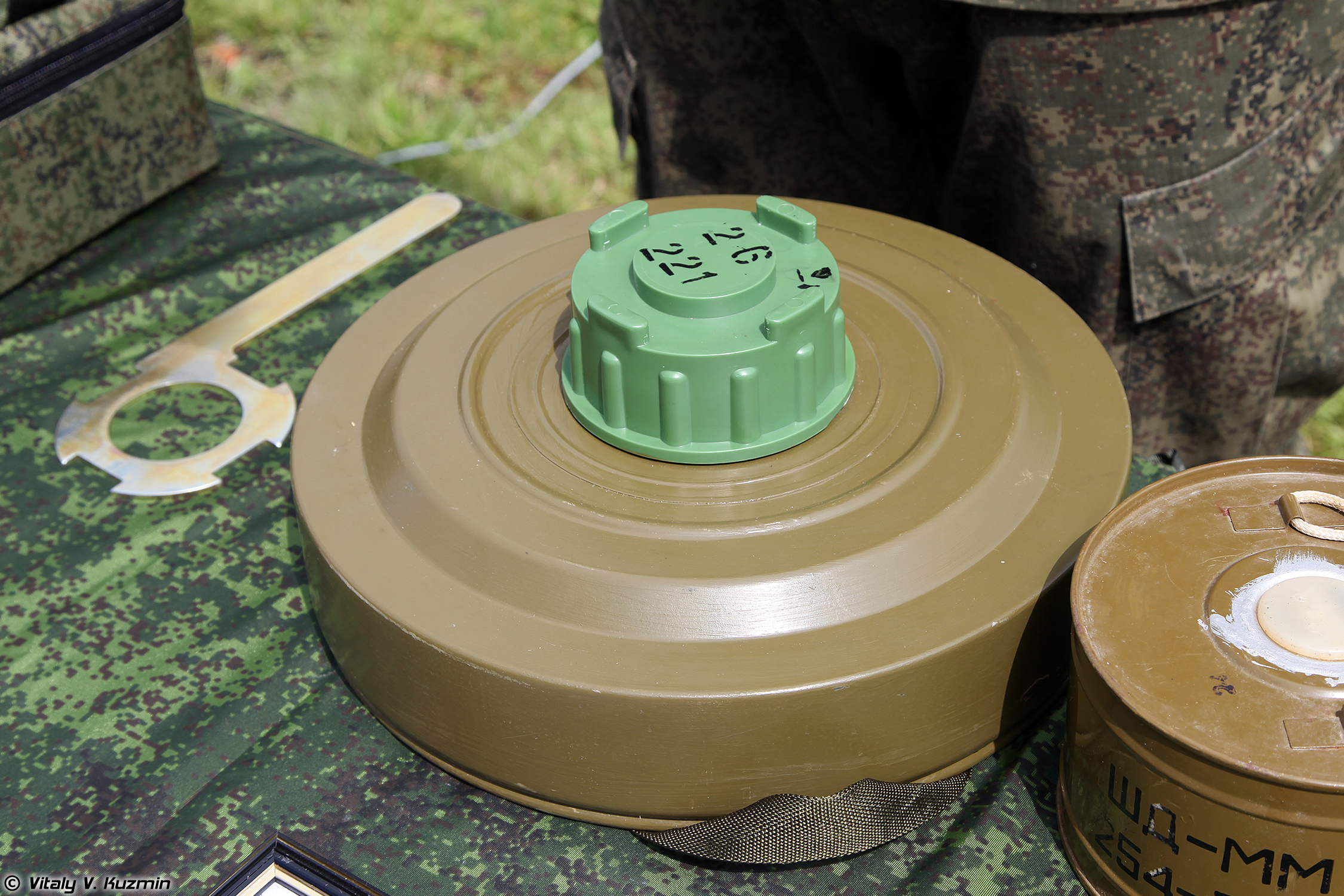
Универсальная дымовая шашка УДШ

Дымова́я ша́шка, дымова́я грана́та (разг. дымовуха) — пиротехническое средство для пуска дыма, предназначенное для подачи сигналов, указания места посадки, маскировки объектов при выполнении манёвров (в том числе в ходе уличных беспорядков), уничтожения сельскохозяйственных вредителей, борьбы с заморозками. Существуют две принципиальных разновидности дымовых гранат (шашек), обусловленных сферой применения:
1. Дымовая шашка длительного действия. Зачастую представляет собой металлический цилиндр с одним или несколькими отверстиями для выпуска дыма. Время горения зависит от рецептуры и объёма состава;
2. Дымовая граната мгновенного действия. Используется для мгновенной постановки дымовой завесы на непродолжительное время. Представляют собой метаемые или выстреливаемые боеприпасы с быстрогорящим составом, подрывающиеся на удалении от маскируемого объекта.

Известные модели: американские AN-M8 и M18, российские УДШ, ДМ-11, РДГ-2 и 81-мм дымовая граната 3Д6, применяемая для стрельбы из пусковой установки системы 902 «Туча».